# Euphorbia melitensis
Espèce
Euphorbia melitensis ou Euphorbe de Malte (en maltais, Tengħud tax-Xagħri) est une espèce de d'euphorbe endémique de l'archipel maltais.

## Synonymes
- Euphorbia bivonae var. melitensis (Parl.) Fiori (synonyme)
- Euphorbia spinosa var. melitensis (Parl.) Fiori (synonyme)
- Euphorbia spinosa subsp. melitensis (Parl.) Nyman

## Taxonomie
L'espèce est décrite en 1867 par le biologiste italien Filippo Parlatore qui remarque sa ressemblance avec Euphorbia spinosa tout en notant des différences au niveau de leurs fruits.
Mais la place taxonomique de plante a été ensuite l'objet de nombreux débats parmi les botanistes. Le biologiste italien Adriano Fiori (it) classe successivement la plante comme une variante de Euphorbia bivonae en 1901 puis de Euphorbia spinosa en 1926. Elle a pu être également décrite comme une variante de Euphorbia papillaris des îles Égades, mais la plante a été récemment redéfinie comme espèce à part entière.

## Description
Se présente sous la forme d'un buisson dense, de 40 à 60 cm de haut mais peut parfois atteindre jusqu'à 1m de hauteur.
Les fleurs jaunes apparaissent en mars. Les fruits possèdent 3 lobes et sont couverts d'épines.

## Population et distribution géographique
Pousse sur les trois îles principales de l'archipel maltais : Malte, Gozo et Comino, dans la garrigue où elle est parfois l'espèce dominante. La plante ne semble pas en danger.